# Pellona harroweri
Pellona harroweri är en fiskart som först beskrevs av Fowler, 1917.  Pellona harroweri ingår i släktet Pellona och familjen Pristigasteridae. Inga underarter finns listade i Catalogue of Life.